# 麻酔科医ハナ
『麻酔科医ハナ』（ますいかいハナ）は、なかお白亜による日本の漫画作品。監修は松本克平。『漫画アクション』（双葉社）にて2007年13号より連載中。ちなみに当初のタイトルは「麻酔医ハナ」であったが、単行本第1巻発行時に現在のタイトルに変更された。

## 概要
術前回診以外に、直接患者と接する機会も少なく、主に世間と隔絶した手術室にいるため、その存在をあまり知られることもなく、かつ脚光を浴びやすい“外科医”の陰で、知られざる激務である麻酔科医の実態をコミカルかつ、シリアスに描いた作品。

## 登場人物

### 仁望大学付属東総合医療センター麻酔科
華岡ハナ子
主人公。研修期間2年を終えたばかりの駆け出し（後期研修医1年目）。巨乳の持ち主。
キャラクターモデルは、世界で初めて全身麻酔下による手術を行なった外科医、華岡青洲。
盗難や紛失防止などで管理が著しく厳しい麻酔薬のアンプルを誤って床へ落として割ってしまい破損時の回収マニュアルには無い普通のモップで麻酔薬の液体を拭いてしまったため、仁望大学付属東総合医療センターではなく都道府県の長宛に始末書を書かされたことがある。
井上いつき
ハナ子の後輩、新人麻酔科医（研修医1年目）。
浅野目愛
ハナ子やいつきの先輩。麻酔科医たち行きつけのカクテルバー「クラビクラ」で、火浦に「アイちゃん」と呼ばれてはいた。
卯月
麻酔科医局長、准講師。甘いもの好きで、菓子類を口にしていることが多い。昔は痩せていたが暴飲暴食が祟り、4年で激太りした。
小早川昴四郎
昔は本院で一番の有望株であったが、麻酔事故で患者を亡くしてから自信喪失となった。一度本院を去り、数年後東医療センターに戻ってきた。かつての事故の心理的影響からなのか、自身が担当する麻酔の件数は少ない。
火浦ヒロト
東総合医療センターが三次救急病院に指定された際に、その補充要員として転属してきた。ハナ子のオーベン（指導医）。他者とのコミュニケートに難があるが、麻酔科医として知識・技術に長けている。

## 書誌情報
- なかお白亜・松本克平（監修）『麻酔科医ハナ』 双葉社〈アクションコミックス〉、既刊6巻（2017年1月28日現在）
  1. 2008年6月28日発売、ISBN 978-4-575-83504-5
  2. 2009年8月28日発売、ISBN 978-4-575-83661-5
  3. 2011年4月28日発売、ISBN 978-4-575-83901-2
  4. 2012年10月27日発売、ISBN 978-4-575-84146-6
  5. 2015年2月27日発売、ISBN 978-4-575-84578-5
  6. 2017年1月28日発売、ISBN 978-4-575-84919-6